# Pseudoboletus astraeicola
Pseudoboletus astraeicola är en svampart som först beskrevs av Imazeki, och fick sitt nu gällande namn av Šutara 2005. Pseudoboletus astraeicola ingår i släktet Pseudoboletus och familjen Boletaceae.   Inga underarter finns listade i Catalogue of Life.